# Kennedy Township
Kennedy Township é uma municipalidade localizada no estado norte-americano da Pensilvânia, no Condado de Allegheny.

## Demografia
Segundo o censo norte-americano de 2000, a sua população era de 7504 habitantes.

## Geografia
De acordo com o United States Census Bureau tem uma área de 14,2 km², dos quais 14,1 km² cobertos por terra e 0,1 km² cobertos por água.

## Localidades na vizinhança
O diagrama seguinte representa as localidades num raio de 4 km ao redor de Kennedy Township.